# Саймонтон-Лейк (Індіана)
Саймонтон-Лейк (англ. Simonton Lake) — переписна місцевість (CDP) в США, в окрузі Елкгарт штату Індіана. Населення — 4710 осіб (2020).

## Географія
Саймонтон-Лейк розташований за координатами 41°45′15″ пн. ш. 85°58′14″ зх. д. / 41.75417° пн. ш. 85.97056° зх. д. (41.754215, -85.970540).  За даними Бюро перепису населення США в 2010 році переписна місцевість мала площу 10,45 км², з яких 9,23 км² — суходіл та 1,22 км² — водойми.

## Демографія
Згідно з переписом 2010 року, у переписній місцевості мешкало 4678 осіб у 1853 домогосподарствах у складі 1340 родин. Густота населення становила 448 осіб/км².  Було 1997 помешкань (191/км²).
Расовий склад населення:
| - 87,8 % — білих - 4,9 % — чорних або афроамериканців - 2,8 % — азіатів - 0,3 % — корінних американців - 1,6 % — осіб інших рас |

До двох чи більше рас належало 2,6 %. Частка іспаномовних становила 4,7 % від усіх жителів.
За віковим діапазоном населення розподілялося таким чином: 23,5 % — особи молодші 18 років, 62,1 % — особи у віці 18—64 років, 14,4 % — особи у віці 65 років та старші. Медіана віку мешканця становила 41,1 року. На 100 осіб жіночої статі у переписній місцевості припадало 96,7 чоловіків;  на 100 жінок у віці від 18 років та старших — 94,6 чоловіків також старших 18 років.
Середній дохід на одне домашнє господарство  становив 64 261 долар США (медіана — 56 353), а середній дохід на одну сім'ю — 72 479 доларів (медіана — 65 149). Медіана доходів становила 49 471 долар для чоловіків та 35 560 доларів для жінок. За межею бідності перебувало 15,6 % осіб, у тому числі 36,6 % дітей у віці до 18 років та 5,2 % осіб у віці 65 років та старших.
Цивільне працевлаштоване населення становило 1995 осіб. Основні галузі зайнятості: виробництво — 32,0 %, освіта, охорона здоров'я та соціальна допомога — 22,8 %, роздрібна торгівля — 13,8 %, науковці, спеціалісти, менеджери — 6,3 %.